# 千葉市歌
「千葉市歌」（ちばしか）は日本の政令指定都市の1市で、千葉県の県庁所在地である千葉市の市歌。作詞・落合栄一、校閲・白鳥省吾、作曲・弘田龍太郎。

## 解説
1931年（昭和6年）に千葉市が市制10周年を迎えるのを前に作成が提唱され、1929年（昭和4年）に制定された。政令指定都市の現行市歌としては1909年（明治42年）制定の横浜市歌、1910年（明治43年）制定の名古屋市歌、1921年（大正10年）制定の大阪市歌に次いで4番目に古い。
1978年（昭和53年）に開校した千葉市立稲毛高等学校では1980年（昭和55年）に校歌を制定するまでの2年間、代用曲として市歌が歌われていた。
制定時のレコード作成は確認されていないが、戦後に日本クラウンが製造した「千葉市消防小唄」のレコードでB面に「千葉市こどもの歌」（作詞・市原三郎、校閲・楠原信一、作曲・高梨桂二）と併せて収録されている。千葉市に関連する他の楽曲としては、1970年（昭和45年）に市制45周年を記念して作成された「千葉市民音頭」（作詞・市原三郎、校閲・宮内三朗/楠原信一、作曲・高梨桂二）と1989年（平成元年）に政令指定都市移行を記念して作成された愛唱歌で斉藤由貴が歌唱する「心の飛行船」（作詞・大津あきら、作曲および編曲・三枝成彰）がある。